# FV 본-엔데니히 1908
FV 본-엔데니히 1908(독일어: FV Bonn-Endenich 1908 e.V. 1908)는 독일 본을 연고지로 하는 축구클럽이다. 